# Акара (река)
Акара́ (порт. Acará) — река в Бразилии в штате Пара. Длина — 390 км.
Исток реки находится в тропических лесах юго-западнее города Томе-Асу. Оттуда она течёт в общем направлении на север, немного отклоняясь к востоку. После города Акара она сливается с рекой Можу, и они вместе впадают через бухту Гуажара возле города Белен в залив Маражо — устье реки Пара.